# Породність тварин
Породність чи кревність тварин — наявність у тварин успадкованих типових для даної породи ознак. За ступенем породності тварин поділяють на чистопородних і помісей. Чистопородними вважають тварин, походження яких від чистопородних батьків однієї породи підтверджено документально. Від схрещування тварин кількох порід одержують помісі. Якщо помісі одержані від схрещування тварин двох порід, то їх називають напівкровними, або двопородними помісями. Коли помісей протягом кількох поколінь парують з чистопородними тваринами однієї з батьківських порід, то їх породність підвищується з кожним поколінням і поступово наближається до чистопородних. Помісі IV—V покоління при добре вираженому типі поліпшувальної породи вважають чистопородними. У конярстві, щоб особливо підкреслити чистоту походження, виділяють також чистокровні породи, наприклад арабська і чистокровна верхова порода коней.